# كريستوفر د. برايس
كريستوفر د. برايس (بالإنجليزية: Christopher D. Price)‏ هو مؤلف أمريكي، ولد في 3 مايو 1976 في كاليفورنيا في الولايات المتحدة.